# Sallie Krawcheck
Sallie Krawcheck, née le 28 novembre 1964, est une femme d'affaires américaine, PDG et cofondatrice de Ellevest, une plateforme en ligne de conseil en investissement financier. Elle était auparavant directrice de la division Global Wealth & Investment Management à la Bank of America.
En 2005, elle est classée comme la septième femme la plus puissante au monde par le magazine Forbes, et sixième en 2006.

## Biographie

### Enfance et formation
Sallie Krawcheck grandit à Charleston, en Caroline du Sud. Elle entre à l'école Porter-Gaud. Au lycée, elle est une star locale de l'athlétisme et en 1983, alors qu'elle est en dernière année de lycée, elle est nommée pour une bourse présidentielle de Caroline du Sud. Elle reçoit une bourse Morehead pour l'université de Caroline du Nord à Chapel Hill, où elle obtient un diplôme en journalisme. 
En 1992, elle obtient un MBA de la Columbia Business School.

### Carrière

#### Sanford C. Bernstein & Co
Sallie Krawcheck commence sa carrière dans le monde des affaires en tant qu'analyste d'actions couvrant les sociétés de Wall Street, avant de devenir directrice de la recherche, puis présidente et PDG de la société Sanford C. Bernstein & Co. 

#### Citigroup
Sallie Krawcheck est nommée PDG de l'unité Smith Barney de Citigroup en 2002. 
En 2004, elle est nommée directrice financière de Citigroup Inc, puis en 2007, PDG de l'activité de gestion de patrimoine de Citi.
Krawcheck quitte Citigroup le 22 septembre 2008.

#### Bank of America
Après l'acquisition de Merrill Lynch en 2009, Bank of America engage Sallie Krawcheck pour diriger la nouvelle division.
Son poste est supprimé par le nouveau directeur général de la société, Brian Moynihan, dans le cadre d'une restructuration, et Sallie Krawcheck quitte Bank of America le 6 septembre 2011.

#### Ellevate Network
Krawcheck acquiert 85 Broads Unlimited LLC, qui devient Ellevate Network, en 2013.

#### Ellevest
Krawcheck est PDG d'Ellevest, une plateforme d'investissement numérique pour les femmes.

## Vie privée
Elle est mariée à Gary Appel depuis 1993, et ils ont deux enfants.